# Sebastián Leto
Sebastián Eduardo Leto (Alejandro Korn, Provincia de Buenos Aires, Argentina, 30 de agosto de 1986) es un exfutbolista y entrenador argentino que jugaba como mediocampista izquierdo y su último equipo fue Emirates Club de la UAE Pro League.

## Biografía
Se formó en las divisiones inferiores de Lanús, club con el cual debutó en la Primera división argentina en 2005. Fue una de las figuras del equipo a lo largo de cinco temporadas, en las cuales supo lograr un subcampeonato en el 2006. En 2007 se confirmó su transferencia al Liverpool de la FA Premier League inglesa, antes que comience el semestre donde Lanús sería campeón.
En 2008 es cedido al Olympiacos y en 2009 firmó en propiedad con el Panathinaikos FC.
En 2013 rescindió su Contrato con el Panathinaikos FC, sufriendo constantes lesiones que no le permitían jugar, y es transferido al Calcio Catania del Calcio italiano.
En 2015 cierra su traspaso al club que lo vio nacer, Club Atlético Lanús donde se mantiene a préstamo con opción de compra hasta el año 2016. Poco después de su llegada, fue operado tras una fractura accidental en el cráneo.
.

## Clubes
| Club             | País       | Año       | Part | Goles |
| ---------------- | ---------- | --------- | ---- | ----- |
| Lanús            | Argentina  | 2003-2007 | 52   | 8     |
| Liverpool        | Inglaterra | 2007-2008 | 4    | 0     |
| Olympiacos CFP   | Grecia     | 2008-2009 | 35   | 2     |
| Panathinaikos FC | Grecia     | 2009-2013 | 93   | 27    |
| Calcio Catania   | Italia     | 2013-2014 | 42   | 6     |
| Lanús            | Argentina  | 2015      | 7    | 0     |
| Panathinaikos FC | Grecia     | 2016-2017 | 46   | 16    |
| Emirates Club    | EAU        | 2017      | 12   | 2     |

## Trofeos nacionales
| Título         | Club          | País   | Año     |
| -------------- | ------------- | ------ | ------- |
| Liga de Grecia | Olympiacos    | Grecia | 2008-09 |
| Copa de Grecia | Olympiacos    | Grecia | 2008-09 |
| Liga de Grecia | Panathinaikos | Grecia | 2009-10 |
| Copa de Grecia | Panathinaikos | Grecia | 2009-10 |